# Каламиан
Каламиан (на тагалог: Calamian) са група острови в западната част на Филипинските острови, разположени са между Южнокитайско море (на северозапад) и море Сулу (на югоизток). На североизток протокът Миндоро ги отделя от остров Миндоро, а на югозапад протокът Линапакан – от остров Палаван. Островите принадлежат на Индонезия. Общата им площ възлиза на 1753 km². Състоят се от около 100 острова, от които три големи: Бусуанга (890 km²), Кулион (500 km²) и Корон (71 km²). Релефът е предимно планински (височина до 500 m), покрити са с гъсти тропични гори и са обкръжени от коралови рифове. На остров Бусуанга се разработва голямо находище на манганова руда, а основният поминък на населението (98 000 души през 2010 г.) е риболовът, износът на ценна дървесина, отглеждането на кокосови палми, ориз и царевица.